# Anton Raukola
Anton Raukola, född 5 februari 1980 i Övertorneå, Sverige, är en svensk skådespelare och manusförfattare med mera från Tornedalen. Han har bland annat arbetat på Norrbottensteatern. Han medverkar i det tornedalsfinska barnprogrammet Fieteri som i flera år sänts i SVT under jultid. Han är bror till skådespelaren Ingemar Raukola.
Han tilldelades Rubus arcticus-stipendiet 2010.

## Filmografi (som skådespelare)
- 2003 – Misa mi, Jägare 1
- 2006 – Säg att du älskar mig, Abbe
- 2009 – Det neutrala landet
- 2010 – Höstmannen
- 2011 – Times new romance
- 2014 – Flugparken
- 2014 – Tjockare än vatten (TV-serie)
- 2016 – Sophelikoptern
- 2024 – Stöld
- 2025 – Rörelser